# Sarcolite
La sarcolite è un minerale.

## Origine e giacitura
La sarcolite si trova nei proietti del Vesuvio, in magnifici ed eleganti cristalli limpidi.